# True Love (album Born from Pain)
True Love – ósmy album studyjny holenderskiego zespołu Born from Pain.
Premierę płyty ustalono na 15 lutego 2019. W dniu 1 marca 2019 premierę miała wersja winylowa płyty.

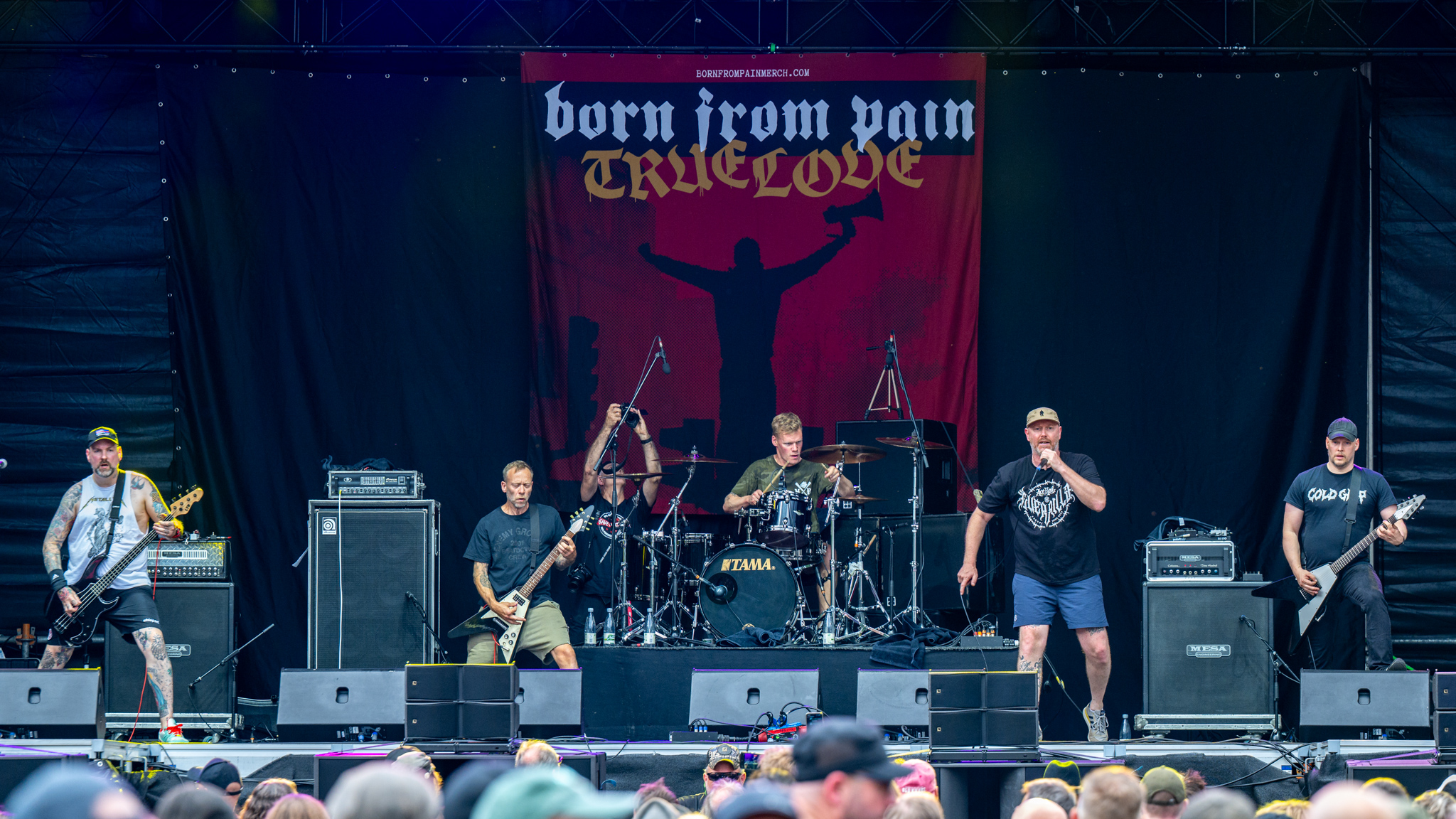
Born from Pain podczas występu na festiwalu „Save the Core” 2024. W tle sceny oprawa graficzna płyty True Love

## Lista utworów
1. „Glück auf” (instrumentalny) – 1:46
2. „Antitown” – 2:49
3. „New Beginnings” – 2:28
4. „True Love” – 3:13
5. „End of the Line” – 2:21
6. „Live Forever” – 2:46
7. „Bombs Away” – 2:13
8. „City Nights” – 3:01
9. „Suffocate” – 3:44
10. „Rebirth” – 3:33
11. „Unstoppable” – 3:03
12. „Marching to the Beat of Death” (instrumentalny) – 1:50

## Twórcy
Skład zespołu
- Rob Franssen – śpiew
- Dominik Stammen – gitara elektryczna
- Servé Olieslagers – gitara elektryczna
- Pete Görlitz – gitara basowa
- Max van Winkelhof – perkusja

Udział innych
- Tue Madsen – produkcja muzyczna, nagrywanie perkusji[25]
- Chris Robson (TRC) – gościnne śpiew w utworze „New Beginnings”[26]
- Freddy Cricien (Madball) – gościnne śpiew w utworze „Bombs Away”

## Opis
- Przy produkcji nad materiałem na płytę zespół powrócił do współpracy z Duńczykiem Tue Madsenem, który był producentem albumów zespołu w przeszłości[27]. Jak przyznał w 2019 Rob Franssen, po czterech albumach wyprodukowanych przez Madsena w przeszłości, Born from Pain wydał dwa kolejne z innymi producentami, po czym członkowie zespołu uznali, że nikt tak jak Duńczyk nie ma słuchu do stylu ich grupy i nie wie jak ona brzmi[28]. W związku z tym w 2018 powrócili do współpracy z Madsenem przy pracy nad ósmym albumem[28]. Perkusja została nagrana w Antfarm Studios przez Tue Madsena (Aabyhøj, Dania), gitary w Nordwand Studio przez Stefana van Neervena (były gitarzysta zespołu), wokalizy zostały zarejestrowane w NRG Studio w Viersen przez Christiana Boche[25][26]
- Pierwotnie album miał zostać wydany w 2018[29]. Już od początku tego roku promował go utwór „Rebirth” zarówno jako singiel oraz w teledysku (reż. Moritz Hartmann)[30][31][29][28]. Pod koniec 2018 ukazał się teledysk do utworu „Antitown” (reż. Daniel Prieß)[27][25]. W jego obrazie zostały ukazane miejsca w Holandii, z których pochodzą członkowie zespołu[28]. W czasie premiery płyty na początku 2019 ukazano teledysk do utworu „New Beginnings”[26][32][28], a w połowie lutego 2019 światło dzienne ujrzał teledysk do utworu tytułowego „True Love”, w którym zawarto odniesienia do działalności kibiców klubu piłkarskiego Roda JC Kerkrade[28][33][34][35]. Zgodnie z oświadczeniem zespołu tytułowy utwór i teledysk jest hołdem dla kogokolwiek, kto urodził się z miłością do muzyki czy klubu sportowego[36].
- 7 lutego 2019 ukazał się także limitowany split na winylu 7" pt. Groetjes Uit Heerlen, na którym wydano utwór Born from Pain pt. „Antitown” oraz piosenkę grupy Nato Partners pt. „Herleen”[37].
- Album został wydany w 2019 nakładem Beatdown Hardwear Records (BDHW). W marcu 2019 grupa promowała wydawnictwo na trasie Rebellion 8 Tour 2019 wraz z zespołami Madball, Iron Reagan, Death Before Dishonor – głównie po Niemczech[25][12].
- Motyw przedstawiony na okładce płyty (krzyż religijny i komin przemysłowy) był widoczny na materiałach promocyjnych zespołu wiele lat wstecz, tj. wydanych przy okazji albumów In Love with the End z 2005[38] i pt. War z 2006[39], a także na afiszu informującym o koncercie na 15-lecie działalności BFP, zorganizowanym w rodzinnym mieście Heerlen[40].
- W opinii zespołu materiał z płyty stanowi powrót do gatunku hardcore bez wyraźnych wpływów metalu[26].
- Na albumie True Love Rob Franssen po raz pierwszy postanowił wykorzystać więcej liryków dotyczących jego sfery osobistej[28]. Mimo tego, nie brakuje na albumie tekstów stanowiących – tak jak na poprzednich wydawnictwach – tematykę krytyczną społecznie (np. „Antitown”, „End of the Line”, „Bombs Away”)[28]. Jak przyznał jednocześnie, jeszcze nigdy nie przyszło mi stworzyć tekstów utworów na płytę BFP tak naturalnie i łatwo, jak z myślą o tym albumie[28].
- Pierwszy utwór na płycie „Glück auf” stanowi intro, zaś ostatni „Marching to the Beat of Death” stanowi outro[26].
- Tytuł płyty (pol. prawdziwa miłość) odnosi się do takich wartości jak sam zespół, a także rodzina, związek, ojczyzna, muzyka, klub piłkarski[26][24].
- Niektóre piosenki z płyty dotyczy regionu Wschodniego Regionu Górniczego w Holandii (nider. Oostelijke Mijnstreek)[41].
- Utwór „Glück auf”, stanowiący górnicze pozdrowienie w języku niemieckim (dosł. szczęśliwie na górę[42]), jest hołdem dla miasta Essen, leżącego na obszarze Zagłębia Ruhry, będącego poza Heerlen miejscem zamieszkania niektórych członków zespołu (Franssen, Stammen)[26][42]. Następujący po nim utwór „Antitown” jest hołdem Roba Franssena dla jego rodzinnego miasta Heerlen, stanowiąc jednocześnie wyraz krytyki wobec aktualnej sytuacji tam panującej, wywołanej przekształceniami gospodarczych, rozwarstwieniem społeczeństwa, panującym kryzysem związanym z zamykaniem kopalń wymuszanym przez ochronę środowiska[26][12][42].
- Utwór „Bombs Away” porusza temat dążenia i podżegania do wojen[12].
- Tekst piosenki „End of the Line” wyraża jednoznaczne stanowisko wobec inwigilacji[12].
- W styczniu 2021 premierę miał teledysk do utworu „Live Forever” (reż. Marijn Moritz)[43].